# Joc de triler

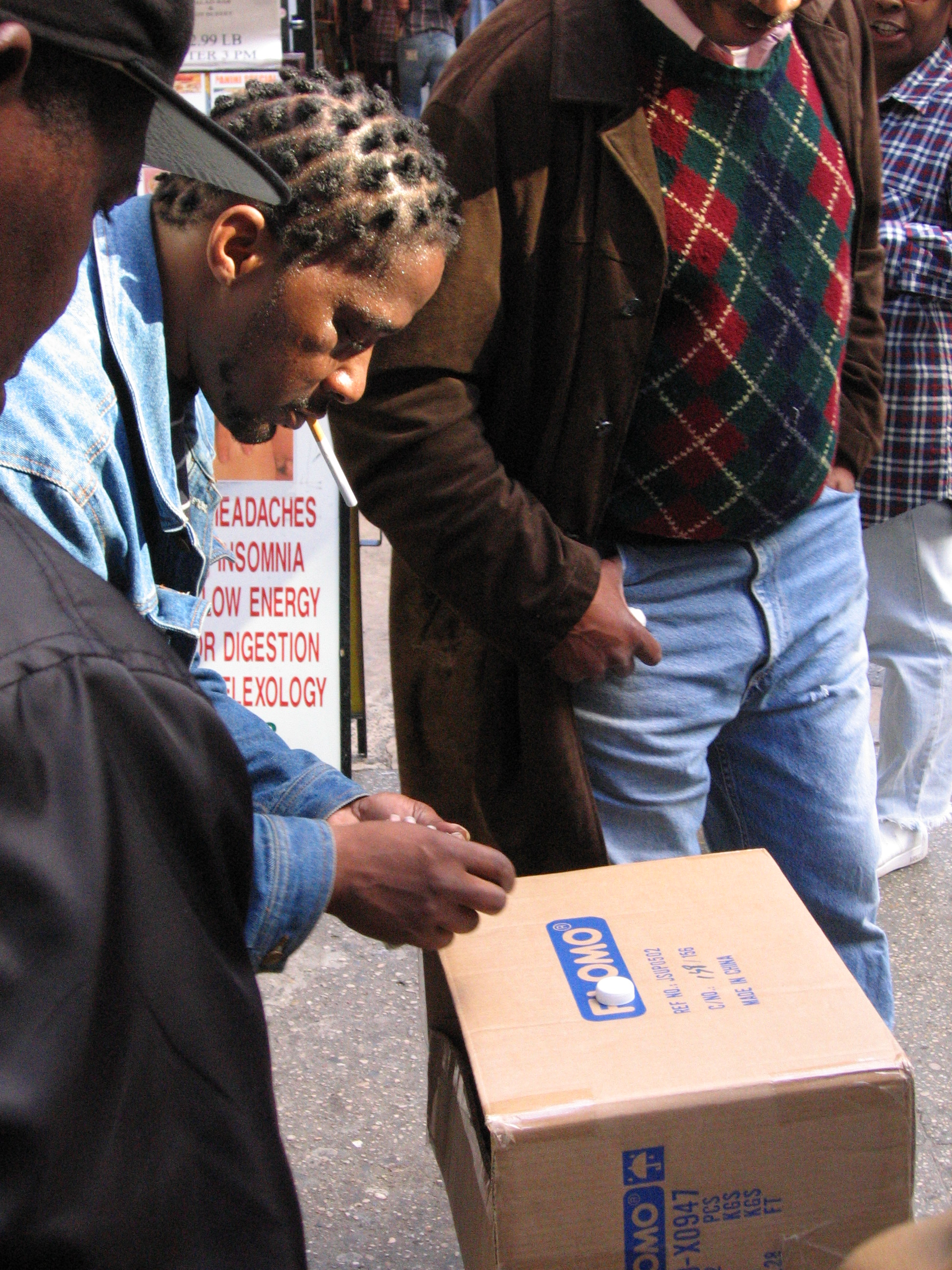
triler a Nova York

El joc de triler és un joc, normalment associat a l'estafa, que és tradicional en carrers concorreguts, fires i mercats ambulants. Es presenta com un joc d'atzar, però en realitat, quan es fa una aposta per diners, gairebé sempre és un truc de confiança utilitzat per cometre el frau. En l'argot de confiança truc, aquesta estafa es coneix com un curt-amb perquè és ràpid i fàcil d'aconseguir.

## Història

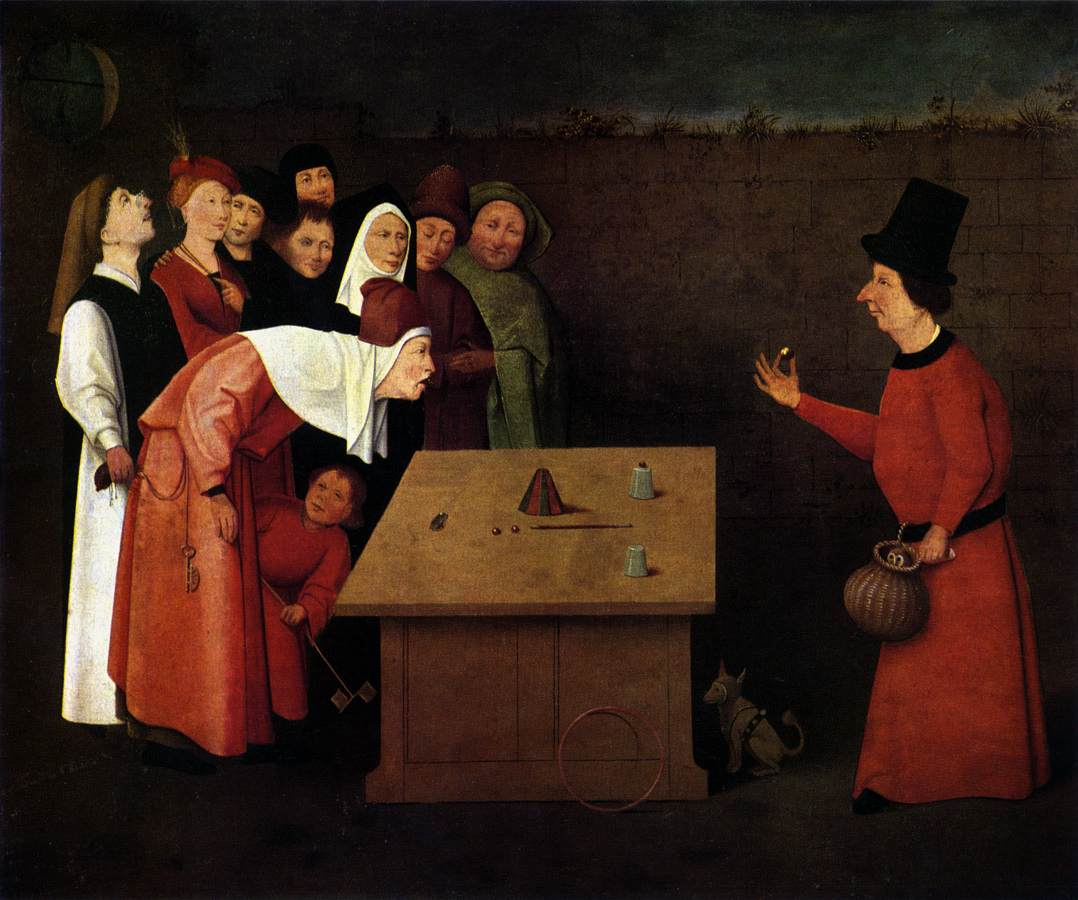
"El prestidigitador", pintada per Hieronymus Bosch. La pintura mostra amb precisió un artista que fa que el joc de triler, que s'ha practicat des de l'època dels egipcis. El joc de la closca està en l'origen d'aquest vell truc. El veritable truc d'aquesta pintura és el lladregot que està treballant per al prestidigitador. El carterista està robant l'espectador que està inclinat cap endavant.

El joc de la closca es remunta almenys a l'antiga Grècia. Es pot veure en diverses pintures de l'edat mitjana, a un llibre publicat a Anglaterra el 1670 (Hull Eleccions) - Richard Perry i la seva esposa violinista esmenta el joc de Thimblerig. En la dècada de 1790, va ser anomenat "Thimblerig", ja que es va jugar originalment usant didals de costura. Més tard, es van utilitzar nous i avui en dia és molt comú l'ús de xapes d'ampolles i / o caixes de llumins .

## Descripció
Existeixen dues modalitats, la primera es juga amb tres cartes, i la segona amb tres gobelets i una boleta. En tots dos casos, l'objectiu del joc és que la víctima o jugador endevini on està una carta predeterminada, o sota quin gobelet es troba la boleta, que són manejades pel estafador, també conegut com a «triler».
Aquest baralla davant del jugador les cartes o gobelets, i el jugador aposta diners a la posició en la qual creu que es troba la carta o boleta. No obstant això, aquest joc sol estar associat a l'engany, mitjançant jocs de mans, per evitar que el jugador encerti la posició correcta.
En el cas de la boleta, el truc del estafador consisteix en amagar la boleta en alguna de les seves mans, mitjançant una elaborada habilitat de prestidigitació i lleugeresa, per tal d'evitar que la víctima la localitzi, Òbviament aquest truc no el farà quan el estafador desitgi que el jugador encerti. En alguns casos l'estafador permet que una víctima que no és còmplice del frau, encerti; això ho fa generalment quan l'aposta de diners és baixa i té com a objectiu atreure més incauts al parany.
Però, en molts casos, el triler és ajudat per altres estafadors, que convencen, a la víctima, fent de ganxo, de la facilitat d'encertar i, per tant, de guanyar diners. Una de les formes de convèncer a les víctimes és quan un d'aquests "socis" aposta fort i el triler el deixa guanyar, llavors, l'estafador paga a l'apostador guanyador (el seu soci amagat), tot mentre el "client" s'ho mira i acaba picant.